# Владо Ђајић
Владо Ђајић (Бања Лука, 4. октобар 1965) српски је политичар, неуролог, универзитетски професор и доктор медицинских наука. Садашњи је генерални директор Универзитетског клиничког центра Републике Српске, народни посланик у Народној скупштини Републике Српске и функционер Савеза независних социјалдемократа (СНСД).

## Биографија
Владо Ђајић је рођен 4. октобра 1965. године у Бањој Луци, СФРЈ. Запослен је у Универзитетском клиничком центру Републике Српске као специјалиста неурологије, а био је и шеф Одјељења за цереброваскуларне болести. Редовни је професор Медицинског факултета Универзитета у Бањој Луци. Замјеник је предсједника Одбора за хроничне незаразне болести Академије наука и умјетности Републике Српске (АНУРС). Током Одбрамбено-отаџбинског рата био је начелник санитета у 1. челиначкој лакој пјешадијској бригади.
Аутор и коаутор је седам књига и преко 60 радова у часописима, зборницима и конгресима.
За в. д. директора ЈЗУ Универзитетског клиничког центра Републике Српске је именован 31. марта 2017. године, а затим 25. маја 2018. године за генералног директора УКЦ РС. На октобарским општим изборима 2018. изабран је за народног посланика у Народној скупштини Републике Српске испред Савеза независних социјалдемократа (СНСД). Члан је скупштинског Одбора за здравство, рад и социјалну политику и Одбора за европске интеграције и регионалну сарадњу.